# Johnius macropterus
Johnius macropterus és una espècie de peix de la família dels esciènids i de l'ordre dels perciformes.

## Morfologia
- Els mascles poden assolir 25 cm de longitud total.[4][5]

## Alimentació
Menja cucs bentònics i petits crustacis.

## Hàbitat
És un peix marí, de clima tropical i demersal que viu fins als 30 m de fondària.

## Distribució geogràfica
Es troba des de l'Índia i Sri Lanka fins a Tailàndia, Malàisia i Nova Guinea.

## Ús comercial
És venut fresc i en salaó als mercats.

## Observacions
És inofensiu per als humans.